# 小岩井源一
小岩井 源一（こいわい げんいち、1904年3月31日 - 1978年1月31日）は、長野県浅間温泉の旅館「香蘭荘」の経営者で、当時の東筑摩郡本郷村の初代公選村長となり、後には助役も務めた。他方では、筆名の高橋 玄一郎（たかはし げんいちろう）として詩人、文学者としても知られた。

## 香蘭荘主人・小岩井 源一
浅間温泉で温泉旅館「香蘭荘」を経営していた小岩井家から、石川県輪島の高橋家に養子に出ていた父・孝八のひとり息子として輪島で生まれた。その後、父が浅間温泉の家業を継ぐこととなり、輪島で母方の高橋家の祖父母によって育てられた。中学に上がることになり、父に呼び寄せられ、浅間温泉に戻り、松本中学校（後の長野県松本深志高等学校）に学ぶ。松本中学では、永田広志と知り合っている。その後成人して、大町出身の妻はる子を迎えた。やがて本郷村役場に勤めるようになり、1947年には、本郷村の第13代村長、公選による村長としては初代の村長となった。後には1963年まで助役も務めた。

## 詩人・高橋 玄一郎
詩人・高橋 玄一郎は、象徴派を起点として、マルクス主義の影響を受け、独自の前衛的詩論を展開したと評されている。
小岩井源一は、村役場勤務のころから、帰宅すると別室にこもって書きものをするという日常を過ごし、1927年に佐藤惣之助が主宰する『詩之家』の同人となり、1929年に創刊された、竹中久七らの同人誌『リアン』に参加した。村の収入役だった1941年には、『リアン』の関係で、特高警察にスパイ容疑で逮捕され、釈放されて帰宅したのは1943年であった。
1947年に松本中学校以来の友人であったマルクス主義者の永田広志が死去した際には、高橋は追悼する歌を作詞し、無宗教葬において参列者が合唱した。この時の経験は、小説『無宗教葬』に反映されている。
こうした前衛的活動もあって、高橋玄一郎は、長野県における現代詩運動の「草分け的存在」とされる。戦後も、詩人としての活動は継続され、1963年に退職して以降は、初代の長野県詩人協会会長などを務めた。
浅間温泉の神宮寺には詩碑が残されている。

## 大衆文化の中で
1997年に発表された山本勝夫による実名小説『山嶺の星座』は、清沢清志と高橋玄一郎を中心に、吉行エイスケなども登場して、当時の長野県の文学運動の姿を描いている。

## おもな著書
- 現代日本詩史、山雅房（現代詩学叢書）、1941年
- めぐり会った人びと、郷土出版（信濃文庫シリーズ）、1977年
- 高橋玄一郎文学全集 第1巻 落落鈔、木菟書館、1976年
- 高橋玄一郎文学全集 第3巻 詩法遍路、木菟書館、1978年
- 高橋玄一郎文学全集 第4巻 現代日本詩史、木菟書館、1977年
- 高橋玄一郎文学全集 第8巻 異説・古城中学、木菟書館、1977年
- 高橋玄一郎文学全集 第9巻 無宗教葬、木菟書館、1979年